# Масти, Абрахам Йоханнес
Абрахам Йоханнес Масти (англ. Abraham Johannes Muste или A.J.Muste; 1885—1967) — американец голландского происхождения, бывший священником и левым политическим активистом. Приобрёл наибольшую известность благодаря своему участию в рабочем движении, антивоенной деятельности и борьбе за гражданские права в США.

## Ранние годы
А. Й. Масти родился 8 января 1885 года в маленьком портовом городке Зирикзе, что на юго-западе провинции Зеландия в Нидерландах. Его отец, Мартин Масти, был кучером в одной из знатных семей Зеландии. Испытывая финансовые трудности в Голландии, Мартин Масти решил последовать примеру четырёх братьев его жены Адрианы и эмигрировать в Америку. В январе 1891 года они пересекают Атлантику пассажирами третьего класса.
Адриана Масти заболела на корабле и провела целый месяц в больнице острова Эллис. После её выздоровления семья отправилась на запад, в Гранд-Рапидс, Мичиган, где её братья работали на нескольких мелких предприятиях.
Семья посещала службы в Голландской Реформатской Церкви Гранд-Рапидз — кальвинистском приходе, где богослужения проходили на голландском языке. Уже само по себе это было свидетельством огромного числа голландцев, переехавших в эту область. Танцы были запрещены церковью как форма греха. Это же касалось исполнения мирских песен и походов в драматические театры.
Большинство членов церкви были выходцами из рабочего класса, как и большинство голландцев, приехавших сюда. До Первой мировой войны осевшее здесь ранее англоговорящее население, считало голландцев дешёвой рабочей силой. Масти позже вспоминал своих товарищей по церкви, говоря, что они были убеждёнными республиканцами и «скорее стали бы конокрадами, чем отдали бы голос за демократа».
Как и все члены его семьи, Абрахам Йоханнес получил гражданство США в порядке натурализации в 1896 году. К этому моменту ему было всего 11 лет.

## Образование и карьера пастора
Масти посещал Хоуп Колледж в городе Холланд (Мичиган, к западу от Гранд-Рапидз) на берегу озера Мичиган. В 1905 году, в возрасте 20 лет, он окончил колледж со степенью бакалавра. Речь на выпускном от имени своих коллег произносил именно Масти. Кроме того, он был капитаном студенческой баскетбольной команды и играл на второй базе за бейсбольную команду.
После выпуска, в 1905—1906 годах Масти изучал латынь и греческий в Северо-Западной Классической Академии (ныне Северо-Западный Колледж) в Орандж-Сити (Айова).
Осенью 1906 он отправился на запад, в Теологическую семинарию Голландской Реформатской Церкви, сегодня известную как Теологическая Семинария Нью-Брюнсвика, что в Нью-Джерси. Будучи там, Масти посещал курс лекций по философии в Университете Нью-Йорка, а также в Колумбийском Университете. Там он прослушал лекции Уильяма Джемса и встречался с Джоном Дьюи, с которым тесно сдружился. Продолжая обучение, чтобы стать служителем Реформатской Церкви, Масти, кажется, как раз в тот момент стал сомневаться в основополагающих принципах церкви.
Он окончил обучение в июне 1909 года, вскоре после чего женился на подруге по колледжу, Анне Хуизенге. К тому моменту Масти был избран пастором Коллегиальной Церкви Форт-Вашингтон, что в манхэттенском районе Вашингтон-Хайтс. В свободное время Масти, воспользовавшись близостью от его прихода теологически либеральной Нью-Йоркской объединённой теологической семинарии, посещал в ней дополнительные курсы. В 1913 он получил там диплом бакалавра теологии.
На Масти оказала влияние превалировавшая в то время теология «социального евангелизма». Он увлёкся чтением работ современных радикальных мыслителей, а в 1912 году на выборах в президенты США даже проголосовал за кандидата от социалистов Юджина Дебса. Позже Масти утверждал, что с того момента больше ни разу не голосовал за республиканцев или демократов, когда речь шла о высоком посте на уровне штата или всей страны.
Масти оставался пастором Коллегиальной Церкви Форт-Вашингтон до 1914 года, пока не покинул ряды членов Реформатской Церкви, так как больше не стал признавать Вестминстерский символ веры — набор фундаментальных принципов деноминации.
Так Масти стал независимым конгрегационалистским служителем, а затем, в феврале 1915, принял пасторство в Центральной Конгрегационалистской Церкви Ньютонвилля, штат Массачусетс.
Будучи убеждённым пацифистом, Масти примкнул к Содружеству Примирения почти сразу после его возникновения в 1916 году. В конце лета 1916 года он принял участие в мирной демонстрации против вступления Америки в войну в Европе, после чего из его организации ушли некоторые члены. Недовольство миротворческими взглядами Масти стало ещё больше, когда в апреле 1917 Соединённые Штаты объявили войну Германии и Австро-Венгерии. После двухмесячного отпуска летом 1917 г., Масти решает, что пришло время уйти, и в декабре того же года он уходит с должности пастора.
Сразу после этого Масти вступает в ряды добровольцев бостонского отделения недавно основанного Бюро Гражданских Свобод, которое оказывало юридическую помощь всем, кто выступал против войны, причём, не важно — по политическим или пацифистским религиозным соображениям.
Позже, в 1918 г., Масти переезжает в Провиденс, штат Род-Айленд, где присоединяется к квакерскому движению. Масти было предоставлено жильё и жалование за услуги пастора. В большом подвальном помещении Дома Собраний в Провиденс хранилось множество политических публикаций, и каждую субботу пацифисты, радикалы и многие другие собирались там, чтобы обсудить насущные вопросы.

## Забастовка текстильщиков Лоуренса в 1919 году
В 1919 году Масти стал участвовать в деятельности профсоюза, будучи лидером забастовки текстильщиков в Лоуренсе, штат Массачусетс, продлившейся 16 недель. Рабочие трудились в среднем по 54 часа в неделю, зарабатывая около 20 центов в час, и рисковали потерять часть даже этого дохода из-за урезания количества рабочих часов. При переходе на 48-часовую неделю рабочие хотели оплаты как за полные 54.
Однако рабочие, многие из которых недавно иммигрировали в страну и плохо говорили или совсем не говорили по-английски, не могли чётко выразить свои требования. Когда, выражая недовольство, они вышли на забастовку в феврале 1919 года, полицейские встретили их дубинками. Масти и ещё двое радикальных служителей, с которыми он сдружился, были в центре событий. Он обратился к рабочим и заверил их, что сделает всё возможное, чтобы помочь собрать деньги для них и их семей. Вскоре его пригласили стать исполнительным секретарём только что образованного забастовочного комитета. Масти стал говорить от лица 30 тысяч рабочих, приехавших из более чем 20 стран. В какой-то момент его даже арестовали как участника забастовки, изолировали в отделении полиции, поместив в маленькую камеру, а затем отправили в тюрьму. Через неделю дело о том, что Масти якобы нарушал общественный порядок, было закрыто, и его выпустили. Однако забастовка продолжалась без перерывов, несмотря на заключение Масти и около 100 рабочих.
В то время как полиция готовилась к всплеску насилия со стороны бастующих и даже разместила несколько пулемётов на улицах города, Масти и другие члены комитета решили действовать мирным путём. Вместо того, чтобы отвечать агрессией на агрессию, Масти велел всем бастующим «улыбаться, проходя мимо полицейских и их пулемётов». Несмотря на провокации, Масти и комитету удалось избежать всплеска насилия, который бы мгновенно дискредитировал рабочих, позволив властям применить физическое воздействие.
Через 16 недель забастовка завершилась, поскольку обе стороны были измотаны и желали найти компромисс. В итоге была принята укороченная рабочая неделя, повышение оплаты на 12 % и учреждение отдела жалоб во всех отделениях.

## Объединённый профсоюз рабочих текстильной промышленности Америки
Даже во время забастовки Масти ездил в Нью-Йорк, чтобы посетить конвенцию активистов профсоюза текстильной промышленности. На этой встрече был основан Объединённый профсоюз рабочих текстильной промышленности Америки. Благодаря известности в качестве лидера забастовки в Лоуренсе, Масти был избран секретарём этой новой организации.
Масти руководил этим молодым профсоюзом в течение двух лет, и в 1921 году покинул пост.

## Бруквуд и Конференция за прогрессивные трудовые действия
После окончания работы в Объединённом профсоюзе рабочих текстильной промышленности Америки Масти стал первым председателем факультета в Бруквудском Трудовом Колледже, Катона, Нью-Йорк, где он проработал с 1921 по 1933 г. В течение этих лет Масти укрепил свою репутацию признанного лидера американского рабочего движения.
В 1929 году он предпринял попытку организовать радикальных профсоюзных активистов в противовес пассивности президента Американской федерации труда Уильяма Грина. Своё начинание он назвал Конференцией за прогрессивные трудовые действия.
Кроме того, Масти был членом Лиги независимых политических деятелей — группы либералов и социалистов, возглавляемых философом Джоном Дьюи, целью которой было создание новой третьей политической партии трудящихся. Однако в декабре 1930 г. Масти покинул ряды членов исполнительного комитета Лиги в знак протеста против обращения Дьюи к сенатору от штата Небраска Джорджу В. Норрису с призывом покинуть республиканскую партию и возглавить новое политическое движение. Масти заявил, что такое движение должно быть целиком и полностью организовано трудящимися, и что «критически необходимо уберечь его от всяких мессий, которые низвергнут партию с политических небес».

## Партийная политическая деятельность
В 1933 Конференция за прогрессивные трудовые действия стала основой для новой политической организации революционно-социалистического толка под названием Партия Трудящихся Америки (ПТА). Современники её называли «Мастиитской».
В 1934 г. ПТА объединилась с троцкистской Коммунистической Лигой Америки во главе с Дж. П. Кэнноном. Их союз получил название Партия Трудящихся Соединённых Штатов. Всё это время Масти продолжал активную деятельность, и в 1934 г. возглавил успешную забастовку трудящихся в Толедо.

## Возвращение к пацифизму
В 1936 г. Масти покидает Партию Трудящихся, большая часть которой влилась в Соцпартию, и в целом социалистическую политическую деятельность, чтобы вернуться к своим исходным принципам христианского пацифизма. С 1937 по 1940 г. Масти был директором Пресвитерианского Дворца Труда в Нью-Йорке. В это время он особенно активно выступал против марксизма и ратовал за христианство, называя его революционным учением. Кроме того, он читал лекции в Теологической Семинарии и Йельской Теологической Школе.
С 1940 по 1953 г. Масти был исполнительным директором Содружества Примирения, влиятельной протестантской пацифистской организации, где он вёл антивоенную деятельность, продвигая идеи ненасилия в Протестантском экуменическом движении. Также он участвовал в обучении ряда будущих лидеров движения за гражданские права афро-американцев, в том числе Байарда Растина. Растин, будучи ближайшим советником Мартина Лютера Кинга, позже скажет, что, находясь в этой должности, никогда не принимал серьёзных решений, не посоветовавшись с Масти.
На президентских выборах Масти поддерживал Юджина В. Дебса и Роберта М. Ла Фоллета, а также тесно дружил с Джоном Дьюи и Норманом Томасом. Его деятельность по поддержке гражданских свобод привела к противоборству с политикой маккартизма во время холодной войны. Ему были предъявлены ложные обвинения в приверженности коммунизму. Однако все работы Масти, написанные после 1936 года, явно направлены против коммунизма.
В 1951 г. в знак протеста против холодной войны Масти и ещё 48 человек подали тексты эссе Генри Дэвида Торо «Долг гражданского неповиновения» вместо официальной налоговой декларации.
В 1956 г. вместе с Дэвидом Деллинджером он основал «Освобождение» — форум для пацифистов и левых антивоенных активистов.
В 1957 г. Масти возглавил делегацию наблюдателей из числа пацифистов и демократов на XVI Национальном съезде Коммунистической партии США. Он также входил в национальный комитет Антивоенной Лиги, получившей премию Мира в 1958 году. Всегда будучи активистом с творческим талантом, Масти вместе с Дороти Дэй вёл деятельность по защите гражданских прав в Нью-Йорке в 1950—1960-е годы.
В конце жизни Масти возглавил движение против войны во Вьетнаме. Говорят, что он стоял перед Белым домом каждый вечер, пока шла война, и держал свечу, причём, неважно — шёл дождь или нет. Вообще, в течение последних двух лет жизни он работал не покладая рук над созданием коалиции антивоенных организаций (включая Комитет весенней мобилизации за завершение войны во Вьетнаме), которая проводила массовые мирные акции протеста.
В 1966 г. Масти вместе с другими членами Комитета по ненасильственным действиям посетил Сайгон и Ханой. В южной части Вьетнама его арестовали и депортировали, а вот в северной был принят очень тепло.

## Кончина. Наследие
Абрахам Йоханнес Масти умер 11 февраля 1967 года в возрасте 82 лет. Его современник Норман Томас вспоминал Масти, как человека, который «приложил невероятные усилия для того, чтобы показать, что пацифизм определённо не является пассивным, и что социальная революция вполне возможна и без насилия».
Институт имени А. Й. Масти находится в Нью-Йорке, по адресу Лафайет Стрит, 339. Здание института неформально называют «Мирным Пентагоном». В нём расположены офисы множества активистских организаций, в число которых входит Антивоенная Лига и Социалистическая партия США.